# Expedia Group
Expedia Group is een Amerikaans technologiebedrijf gericht op websites en zoekmachines in de reisbranche.
Het bedrijf is eigenaar van onder meer Expedia.com, HomeAway, Hotels.com, Hotwire.com, Orbitz, Travelocity, Trivago en Venere.com.

## Geschiedenis
Expedia werd oorspronkelijk opgericht op 22 oktober 1996 als bedrijfsonderdeel van Microsoft. Het ging in 1999 verder als zelfstandige firma. In 2003 werd Expedia overgenomen door InterActiveCorp, maar werd twee jaar later weer afgestoten.
Op 21 december 2012 kondigde Expedia de aankoop van een meerderheidsbelang in Trivago aan. Er werd 477 miljoen euro betaald voor een aandeel van 61,2 procent. Trivago bleef als zelfstandig bedrijf opereren vanuit Duitsland.
In de jaren 2012 tot en met 2015 werden diverse bedrijven overgenomen, waaronder Wotif.com, Orbitz, HomeAway en Travelocity.
In augustus 2017 werd Mark Okerstrom de nieuwe directeur van Expedia. Hij volgde daarbij Dara Khosrowshahi op, die later CEO van Uber werd.
Het bedrijf maakte in maart 2018 een naamsverandering bekend naar Expedia Group, Inc.

## Expedia
Expedia.com is de reiswebsite van Expedia Group die werd gelanceerd op 16 juli 2001. Het online reisbureau heeft lokale afdelingen in ruim 70 landen. De website kan worden gebruikt voor het boeken van vliegtickets, hotelreserveringen, huurauto's, cruisetoerisme en vakanties.